# Ян Воленьский
Ян Воленьский (21 сентября 1940, Радом) - польский аналитический философ, логик, эпистемолог, теоретик истины, и профессор гуманитарных наук. Преподаватель Ягеллонского университета.

## Биография

### Образование
В годах 1958-1963 изучал право в Ягеллонском университете, а В годах 1960-1964 - философию. В 1968 году защитил докторскую диссертацию по аналитической теории права на юридическом факультете Ягеллонского университета, а в 1972 получил степень хабилитированного доктора по теории права в том же самом университете.

## Научная карьера
- 1963-1965 - ассистент, UJ
- 1965-1968 - старший ассистент, UJ
- 1968-1974 - адъюнкт, UJ
- 1974-1979 - доцент, UJ
- 1979-1988 - доцент, Вроцлавский политехнический университет
- 1988-1990 - доцент, UJ
- 1990-1992 - экстраординарный профессор, UJ
- с 1992 - ординарный профессор UJ

### Общественная деятельность
С 1965 года Ян Воленьский был членом Польской объединённой рабочей партии, из которой он ушёл в начале военного положения в Польше (1981). В годах 1980—1990 был членом Независимого самоуправляемого профсоюза «Солидарность».
В годах 1983—1985 был издателем вроцлавского самиздатовского журнала «Riposta». В годах 1982—1986, из-за ухода из Польской объединённой рабочей партии, он не получал загранпаспорта, а в годах 1982—1988 был запрещён к провождении занятий во Вроцлавском политехническом университете а заявка на признание ему степени профессора, была приостановлена.
В 2007 году Воленьский был одним из основателей краковского общества «Ruch na Rzecz Demokracji». Он также является членом Программного Совета дискуссионного клуба «Doświadczenie i Przyszłość». Член-основатель польского отделения еврейской общественной организации «Бней-Брит» (в годах 2007—2012 был вице-президентом этого отделения).
Воленьский — атеист. В 1960-х годах был связан с Обществом атеистов и свободомыслителей. С 2007 года — член Почётного совета Польского общества рационалистов.

## Научные достижения
Ян Воленьский - последователь традиции Львовско-варшавской школы. В 2013 году получил премию Фонда польской науки по всесторонной анализе работ Львовско-варшавской школы и введение её достижении к международному дискурсу современной философии.
Автор и соавтор 1543 научных изданий, в том числе:
- 14 книг;
- 5 конспектов, изданных на правах рукописи;
- 368 научных статей;
- 84 автореферата и абстракции;
- 363 случайных, словарных, информационных и научн-популярных статей, полемик, предисловий, послесловий и писем;
- 195 рецензий;
- 30 редакторских работ;
- 15 переизданий;
- 6 переводов

Научный руководитель 12 кандидатских диссертации и 27 докторских диссертации.

## Членство в научных обществах
- Польская академия знаний
- Варшавское научное общество (рядовой член)
- Польская академия наук (член-корреспондент)
- Institut International de Philosophie
- Европейское общество аналитической философии (президент в годах 2005–2008).

Работает в Писательском комитете журнала «Theoria».

## Награды

### Научные вознаграждения
- 1987: Премия имени Тадеуша Котарбинскиого по философии
- 1991: Societatis Scientiarium Varsoviensis Premium Triennale
- 1996: Научная премия города Кракова
- 2001: Премия Премьер-министра Польши
- 2004: Премия «Краковская книга месяца» за книгу «Granice niewiary»
- 2013: Премия Фонда польской науки[англ.][5].

### Ордены
- 1997: Медаль Эдукационной комиссии
- 2011: Офицерский крест Ордена Возрождения Польши[6]

## Важнейшие публикации
- Wstęp do nauki o państwie i prawie, UJ, Kraków, 1972.
- Z zagadnień analitycznej filozofii prawa, Quaestiones ad philosophiam analyticam iuris pertinentes, Warszawa, PWN, 1980.
- Filozoficzna szkoła lwowsko-warszawska, Warszawa, PWN, 1985.
- Logic and philosophy in the Lvov-Warsaw school, Dordrecht, London, Kluwer, 1989.
- Kotarbiński, Wiedza Powszechna, Warszawa, 1990.
- Kotarbinski: logic, semantics and ontology (ed.), Dordrecht, Kluwer Academic Publishers, 1990.
- Metamatematyka a epistemologia, Warszawa, PWN, 1993.
- Philosophical Logic in Poland (ed.), Dordrecht, London, Kluwer Academic Publishers, 1994.
- Wstęp do prawoznawstwa, WPiAUJ, Kraków, 1995.
- W stronę logiki, Aureus, Krakow, 1996.
- Szkoła Lwowsko-Warszawska w polemikach, Warszawa, Scholar, 1997.
- Alfred Tarski and the Vienna circle : Austro-Polish connections in logical empiricism, Dordrecht, London, Kluwer Academic, 1999.
- Okolice filozofii prawa, Universitas, Kraków, 1999.
- Epistemologia, 3 tomy, Aureus, Kraków, 2000.
- Myśli filozoficzne i jeszcze inne, Universitas, Kraków, 2000.
- Granice niewiary, Wydawnictwo Literackie, Kraków, 2004.
- Epistemologia. Poznanie, prawda, wiedza i realizm, Wydawnictwo Naukowe PWN, Warszawa, 2006.
- Lustracja jako zwierciadło, Universitas, 2007.
- Historia filozofii polskiej, Wydawnictwo WAM, Kraków, 2010.
- Szkice o kwestiach żydowskich, Wydawnictwo Austeria Klezmerhojs, Kraków, Budapeszt, 2011.